# 黃臀副唇魚
黃臀副唇魚，為輻鰭魚綱鱸形目隆頭魚亞目隆頭魚科的其中一種，分布於東印度洋的澳洲西北部及印尼海域，棲息深度6-35公尺，體長可達8.5公分，棲息在河口或沿海礁坡海域，成小群活動，生活習性不明。

## 擴展閱讀
維基物種上的相關：黃臀副唇魚